# Guillermo Falasca
Guillermo Falasca est un joueur hispano-argentin de volley-ball né le 24 octobre 1977 à Mendoza (Argentine). Il mesure 2,00 m et joue attaquant. Il totalise 287 sélections en équipe d'Espagne.
Il est le frère de Miguel Angel Falasca, autre joueur de volley de haut niveau.

## Clubs

### Joueur
| Club                | Pays         | De        | À         |
| ------------------- | ------------ | --------- | --------- |
| Stade poitevin      | France       | 2000-2001 | 2000-2001 |
| Knack Roulers       | Belgique     | 2001-2002 | 2002-2003 |
| Stilcasa Taviano    | Italie       | 2003-2004 | 2003-2004 |
| Lupi Santa Croce    | Italie       | 2004-2005 | 2005-2006 |
| CV Pòrtol           | Espagne      | 2006-2007 | 2006-2007 |
| Gumi LIG Greaters   | Corée du Sud | 2007-2008 | 2007-2008 |
| Pallavolo Plaisance | Italie       | 2008-2009 | 2008-2009 |
| SGK Ankara          | Turquie      | 2009-2010 | 2009-2010 |
| Volley Forlì        | Italie       | 2010-2011 | 2010-2011 |
| Callipo Sport       | Italie       | 2011-2012 | 2011-2012 |
| Narbonne Volley     | France       | 2012-2013 | 2014-2015 |

### Entraîneur
| Club            | Pays    | De        | À         |
| --------------- | ------- | --------- | --------- |
| CV Alcobendas   | Espagne | 2015-2016 | 2017-2018 |
| Narbonne Volley | France  | 2018-2019 | en cours  |

## Palmarès

### En sélection nationale
- Championnat d'Europe
  - Vainqueur : 2007.
- Ligue européenne
  - Vainqueur : 2007.

### En club
- Top Teams Cup
  - Vainqueur : 2002.
- Championnat de Belgique
  - Deuxième : 2002, 2003.
- Coupe de Belgique
  - Finaliste : 2003.
- Championnat d'Espagne
  - Vainqueur : 2007.
  - Troisième : 2017.
- Supercoupe d'Espagne
  - Finaliste : 2006.
- Championnat d'Italie - Série A1
  - Vainqueur : 2009.
- Championnat d'Italie - Série A2
  - Vainqueur : 2005.
- Coupe d'Italie A2
  - Vainqueur : 2005.
- Coupe de Corée du Sud
  - Finaliste : 2008

## Distinctions individuelles
- 2003 : Ligue des champions - Meilleur serveur.
- 2007 : Championnat d'Europe - MVP.
- 2007 : Championnat d'Europe - Meilleur marqueur.